# Iglesia de Santa María de Junco

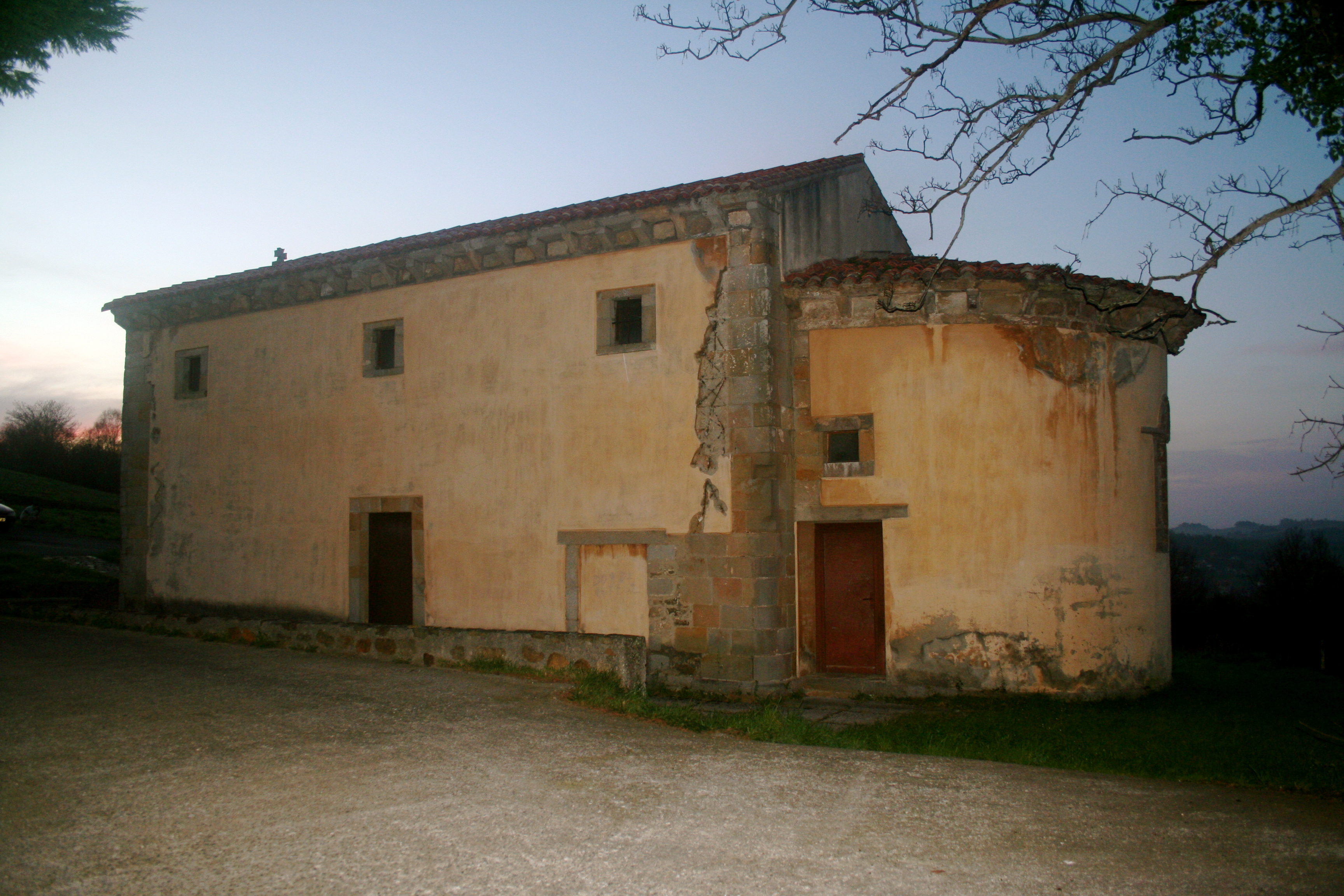
Iglesia de Santa María de Junco.

La iglesia de Santa María de Junco está situada en el concejo asturiano de Ribadesella.
El edificio es de origen románico, fechado en la primera mitad del siglo XIII y reformado en el siglo XVI, siendo destruido durante la guerra civil y siendo finalmente restaurado en 1984.
La iglesia presenta una única nave de forma rectangular con ábside semicircular que posee una pequeña ventana.
La puerta principal posee el escudo de la familia Junco, que da nombre a la iglesia del siglo XVI.
De la decoración se conservan restos en el ábside del siglo XIII y siglo XIV, y del siglo XV se conservan unos pocos restos en una puerta hoy en día ciega en el lateral sur.

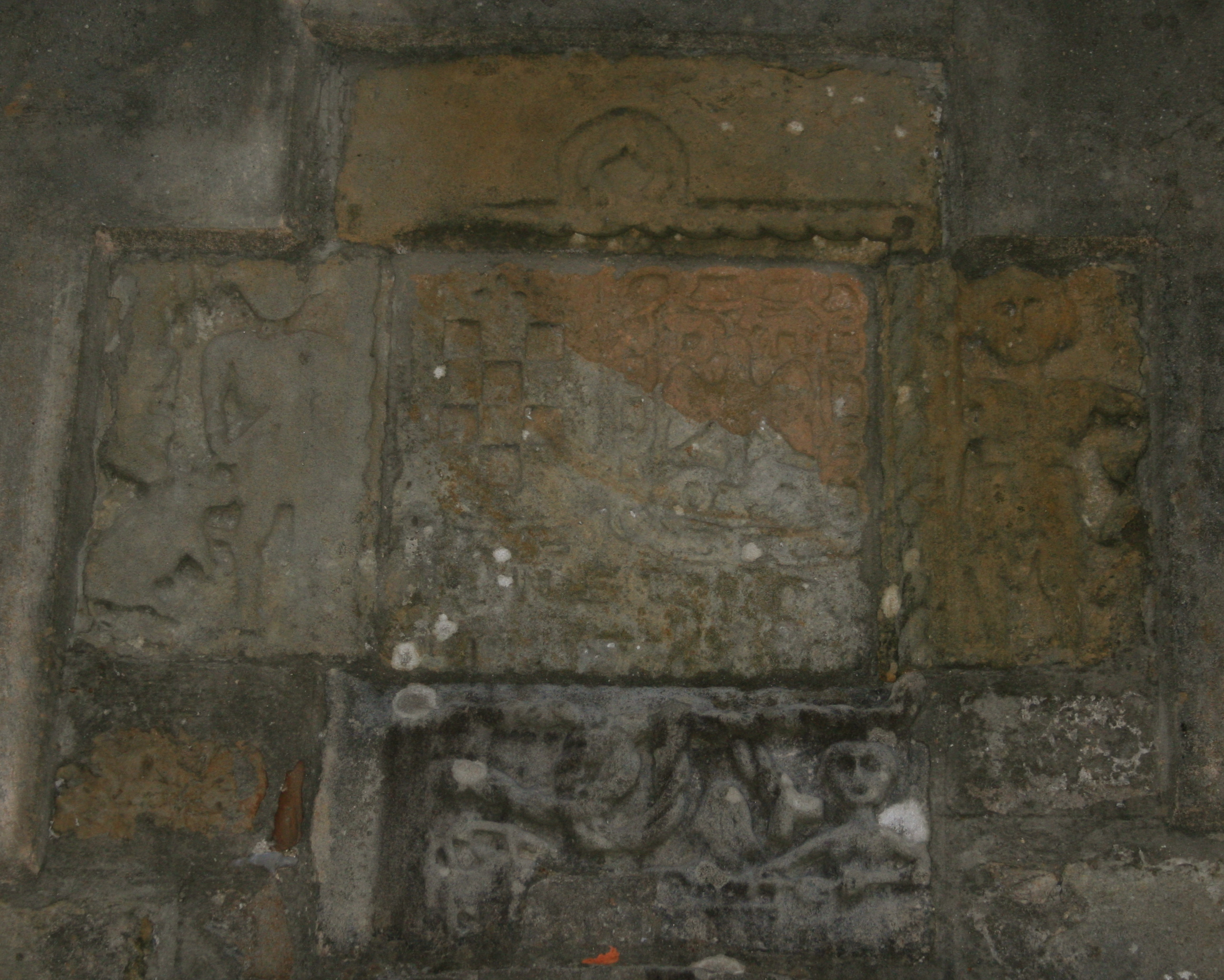
Escudo de la familia Junco en la entrada de la iglesia.
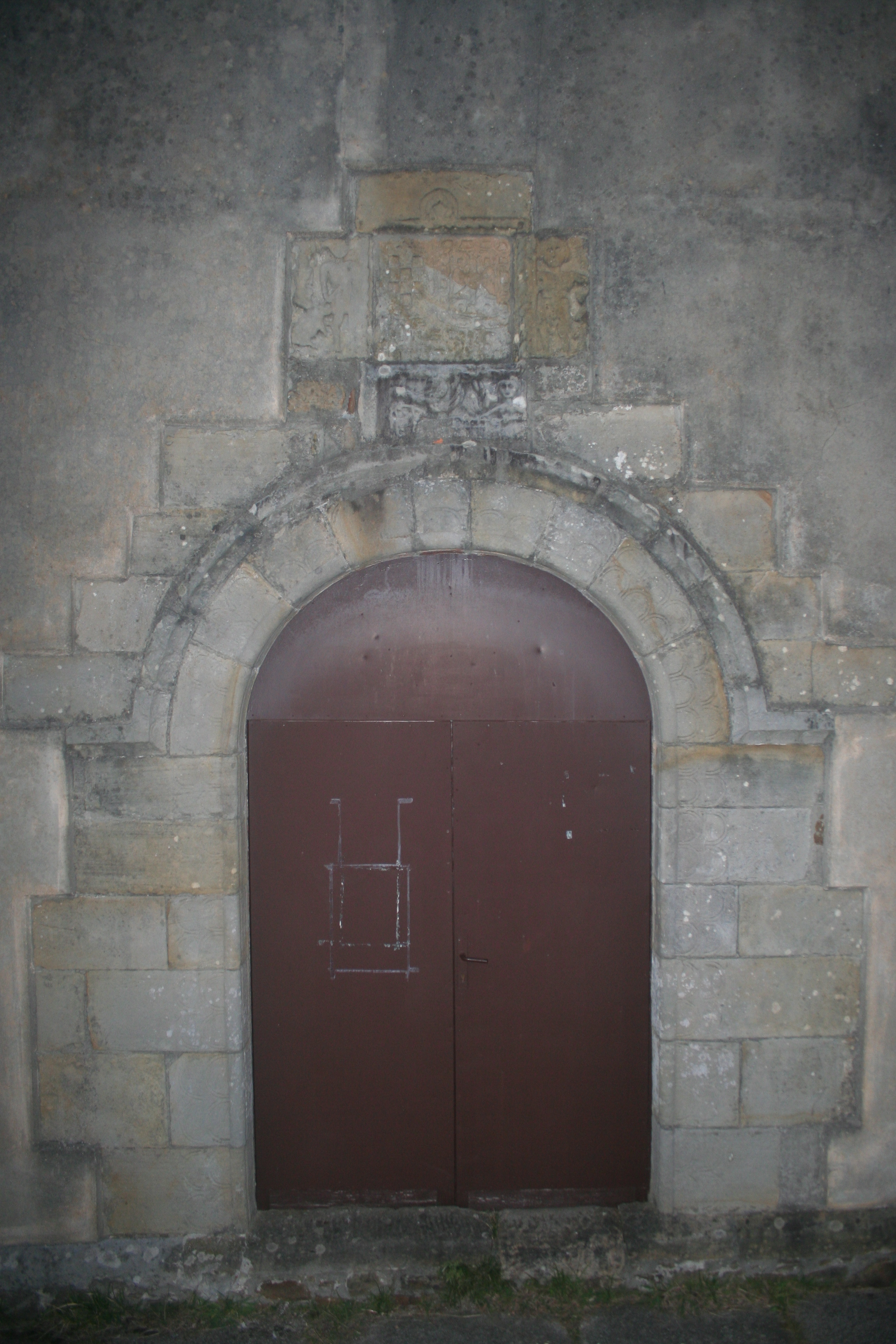
Entrada de la iglesia.
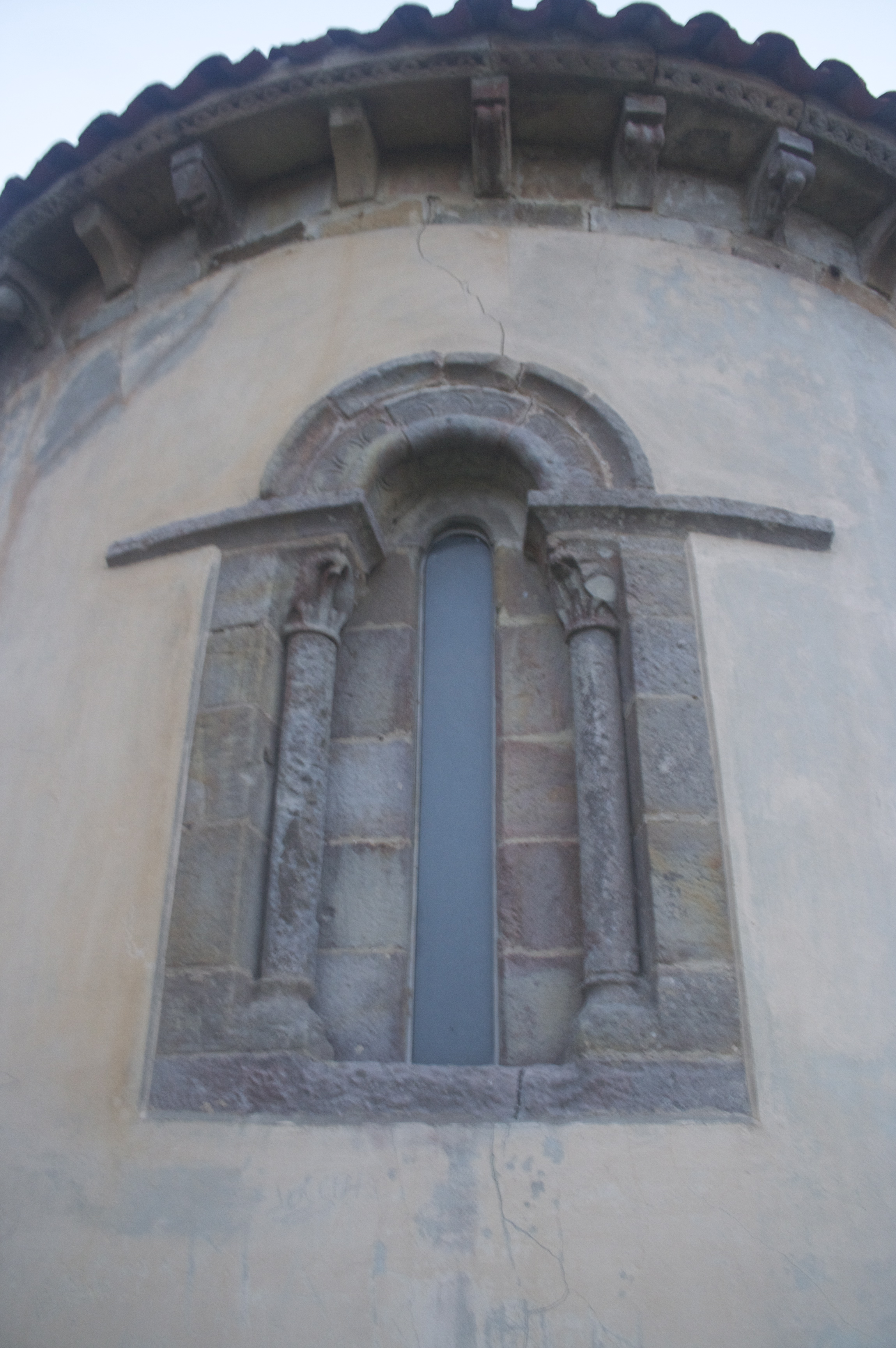
Ventana del ábside.
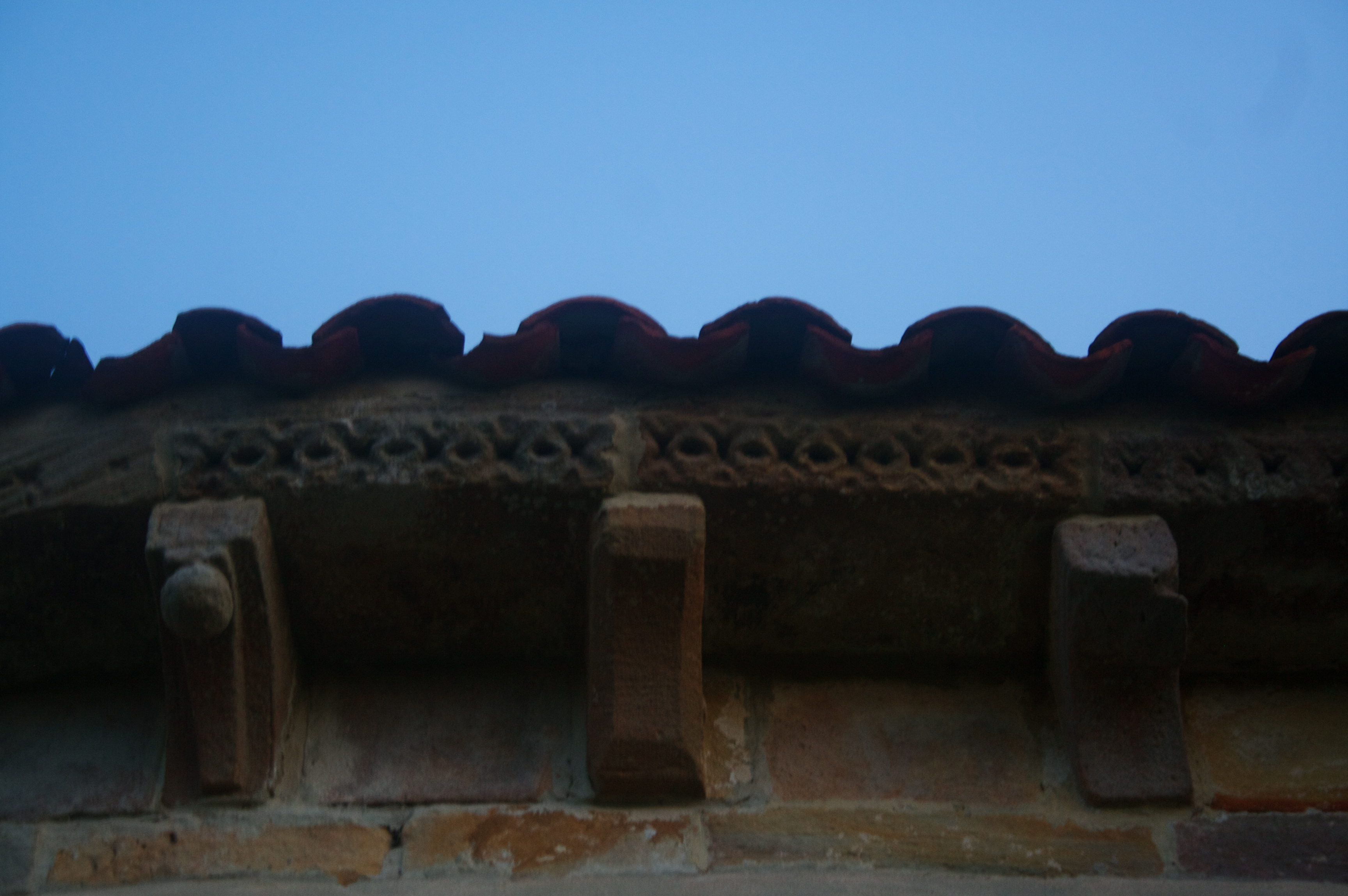
Detalle decorativo del ábside.
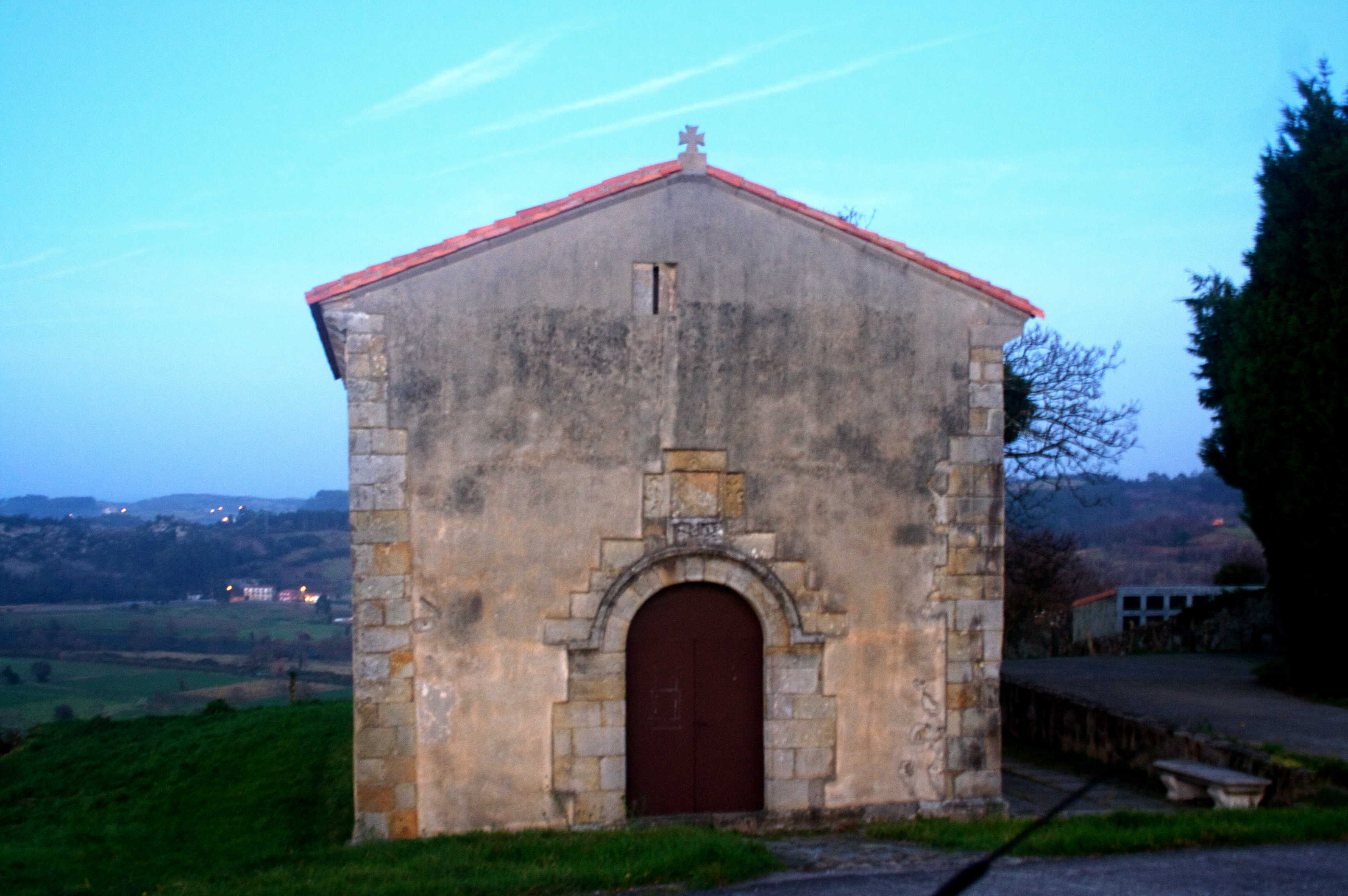
Frontal de la iglesia.